# Ral·li
|  | No s'ha de confondre amb Ral·li raid. |

Un ral·li (de l'anglès rally) és una competició automobilística de resistència, dividida en etapes.
Els ral·lis consisteixen en carreres d'automòbils que tenen lloc en carreteres tancades al trànsit. Un ral·li és més una carrera de regularitat que de velocitat pura. La prova s'organitza en seccions, cada secció es divideix en trams cronometrats i seccions d'enllaç. Cada cotxe surt amb un interval donat, habitualment un o dos minuts, i per això els pilots no veuen als seus rivals en carrera.
En un cotxe de ral·li viatgen dos participants, el pilot encarregat de la conducció i el copilot, encarregat d'anar descrivint al pilot les característiques del tram. Avançant-li les condicions de la carretera amb l'objecte de passar el més ràpid possible per ella. La descripció es fa a través de les "notes", un codi memotècnic dissenyat pel pilot que li permet descriure les corbes, estat de la carretera i altres circumstàncies que poden incidir en el pilotatge.
Les seccions d'enllaç serveixen per a dur als participants d'un tram a un altre i discorren per carreteres obertes al trànsit, de manera que els pilots han de respectar les normes de trànsit en elles.
Cada participant disposa d'un carnet on es van anotant els temps invertits en els trams, així com els controls de pas abans i després de cadascun. El participant que arriba tant amb retard com avenç a un control és penalitzat amb temps addicional.

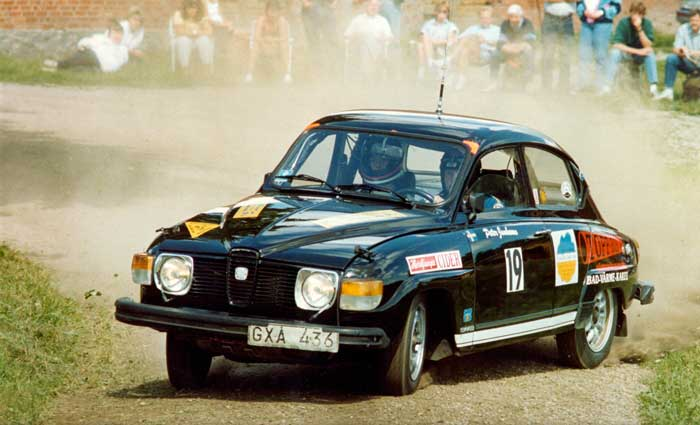
Un ral·li d'època

El vencedor es declara després de sumar tots els temps emprats a recórrer els trams, així com les possibles penalitzacions. Guanya el que triga menys a completar el recorregut.
Els vehicles només poden ser reparats pels mateixos pilots en les seccions d'enllaç o pels mecànics en els anomenats parcs de treball, on cada dos o tres trams cronometrats acudeix el cotxe per a fer provisió de gasolina, canviar rodes i ser reparat.
A Espanya existeixen dos campionats diferents, el d'asfalt i el de terra, proclamant-se cada any un campió en cadascuna de les especialitats. En el campionat mundial i altres països és habitual que els campionats es disputin en ambdues superfícies, existint un únic campió.

## Ral·licròs
El ral·licròs és un tipus de carreres d'automòbils d'estil esprint, té lloc en un circuit de carreres mixtes i de superfícies mixtes, generalment d'asfalt i terra. S'utilitza cotxes de carrer modificats o construïts especialment, similars als World Rally Cars, en general tenen entre 200 CV (150 kW), motors més potents que els normals. És un esport que especialment és practicat als països nòrdics, als Països Baixos, a Bèlgica, a França i a Gran Bretanya. El ral·licròs va començar l'any 1967 com a part del programa de televisió britànic World of Sport, que va organitzar una cursa amb pilots famosos de ral·li en els circuits de Lydden i Croft. La idea es va traslladar a Holanda ia Àustria el 1969, i després a la resta d'Europa en la dècada de 1970. Des de la seva fundació el 1973, el Campionat Europeu de Rallycross és dominat per pilots nòrdics com ara Matti Alamäki (Finlàndia), Martin Schanche, Sverre Isachsen (Noruega), Olle Arnesson, Per Eklund i Kenneth Hansen (Suècia).